# NGC 2687/1
NGC 2687/1 је спирална галаксија у сазвежђу Велики медвед која се налази на NGC листи објеката дубоког неба.
Деклинација објекта је + 49° 9' 22" а ректасцензија 8h 55m 5,1s. Привидна величина (магнитуда) објекта NGC 2687 износи 17,1 а фотографска магнитуда 17,9. NGC 26871 је још познат и под ознакама NGC 2687A, MCG 8-16-38, VV 765, PGC 25031.